# Ruskov
Ruskov é um município da Eslováquia, situado no distrito de Košice-okolie, na região de Košice. Tem 20,21 km² de área e sua população em 2018 foi estimada em 1.536 habitantes.

## Demografia
| Ano:        | 1994 | 2004   | 2014   | 2024    |
| ----------- | ---- | ------ | ------ | ------- |
| Broj ljudi: | 1326 | 1328   | 1450   | 1778    |
| Razlika:    |      | +0,15% | +9,18% | +22,62% |

| Ano:               | 2023 | 2024   |
| ------------------ | ---- | ------ |
| Número de pessoas: | 1742 | 1778   |
| Diferença:         |      | +2,06% |